# (12079) Kaibab
(12079) Kaibab ist ein Asteroid des Hauptgürtels, der am 22. März 1998 vom LONEOS-Projekt des Lowell-Observatoriums entdeckt wurde. Seine ursprüngliche Bezeichnung lautete 1998 FZ73.

## Namensgebung
Der Asteroid wurde am 18. März 2003 benannt.
Der Name Kaibab bezieht sich auf die Kaibab-Formation im Nordwesten Arizonas, eine Kalksteinformation, die im Perm gebildet wurde. Das Wort stammt aus der Sprache der Paiute und bedeutet Berg, der auf seiner Seite liegt.
Der Himmelskörper gehört zur Nysa-Gruppe, einer nach (44) Nysa benannten Gruppe von Asteroiden (auch Hertha-Familie genannt, nach (135) Hertha).